# Volvox aureus
Espèce
Volvox aureus est une espèce d'algues vertes de la famille des Volvocaceae. Cette algue vit en colonies dioïques de 500 à 1 000 cellules.